# 未来三路站
未来三路站位于中华人民共和国湖北省武汉市洪山区高新大道、左岭大道与未来三路交叉口地下，是武汉地铁11号线的地铁车站。

## 车站结构
车站位于高新大道与未来三路交汇处，横跨交叉路口，沿高新大道敷设。本站为地下二层岛式车站，地下一层为站厅层，地下二层为站台层，大里程端设渡线连接长岭山车辆段。车站在高新大道两侧布置有4个出入口。

### 楼层分布
| 地面     | 地面               | 出入口                               |  |  |
| 地下一层 | 站厅               | 售票机、客服中心、武漢通充值、洗手間 |  |  |
| 地下二层 |                    | █ 11号线 往江安路（未来一路）        |  |  |
|          | 岛式站台，左侧开门 |                                      |  |  |
|          |                    | █ 11号线 往葛店南站（左岭）          |  |  |

### 車站出口
|                                                 |      |                                       |
| 出口編號                                        | 設施 | 建議前往的目的地                      |
| A                                               |      | 高新大道 未来三路                     |
| B                                               |      | 高新大道 未来三路                     |
| C                                               |      | 左岭大道 高新大道、吴家桥路、智苑小区 |
| D                                               |      | 高新大道 左岭大道、长岭山街           |
| 注： 設有升降機 \| 設有輪椅升降台 \| 設有洗手間 |      |                                       |

## 运营信息
- 11号线首末班车时间

### 内部链接
- 武汉地铁车站列表